# Stefaan Peeters

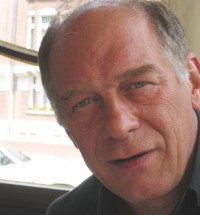
Stefaan Peeters

Stefaan Peeters (Turnhout, 2 januari 1949) is burgerlijk ingenieur en alumnus van de Katholieke Universiteit Leuven. 

## Biografie
Stefaan Peeters maakte een doctoraatsstudie over het oor, aangemoedigd door zijn vrouw die logopediste is. Zijn eindwerk als burgerlijk ingenieur droeg de titel “Informatie-overdracht in het zenuwstelsel”. De titel van zijn doctoraatsthesis luidde “studie van de gehoorfunctie, model van het binnenoor”. 
Stefaan Peeters is zoon van Ferdinand Peeters, gynaecoloog uit Turnhout en pil-pionier. Hij verrichtte onderzoek naar de anticonceptiepil. Hij testte een hormonenpreparaat van de Duitse firma Schering op een vijftigtal vrouwen uit het Turnhoutse. Hij vond een dosering die veel minder bijwerkingen had dan Enovid, de 'pil' die de Amerikaan Gregory Pincus in 1957 had ontwikkeld (en echter niet als voorbehoedsmiddel mocht verkocht worden, maar enkel als middel tegen pijnlijke menstruaties). Toen de pil van Nand Peeters, Anovlar, in 1961 op de markt kwam, paste Pincus de dosering van zijn pil hieraan aan (Anovlar was meer dan de helft lichter dan Enovid qua hormonengehalte, maar even doeltreffend en zonder bijwerkingen).

## Carrière
Stefaan Peeters volgde zijn klassieke humaniora aan het Sint-Pietersinstituut in Turnhout. Daarna studeerde hij burgerlijk ingenieur aan de KU Leuven. Hij heeft sinds 1979 ervaring met de ontwikkeling van cochleaire implantaten en is een internationaal erkend pionier in de branche. Een cochleair implantaat is een elektronisch implantaat dat geluid omzet in elektrische pulsen die de gehoorzenuw in de cochlea (of slakkenhuis) direct stimuleren. In de jaren tachtig spitste Stefaan Peeters zich als wetenschapper aan de universiteit van Antwerpen samen met prof. Jean Marquet (oorchirurg en wetenschapper) reeds toe op de ontwikkeling van oorimplantaten wat resulteerde in Antwerp Bionic Systems (ABS), een wereldpionier op het vlak van bionisch onderzoek en een spin off van de Universiteit van Antwerpen en Leuven. Peeters heeft vele nieuwe ideeën geïntroduceerd in dit domein. ABS zette de ideeën en uitvindingen van Peeters om in het toen revolutionaire hoorapparaat Laura dat in 1989 op de markt kwam en volledig doven opnieuw beperkt gehoor gaf.  De microprocessor (chip) voor het implantaat werd onder leiding van Stefaan Peeters door de Antwerpse elektronicafirma Forelec in samenwerking met IMEC gebouwd.
Peeters richtte samen met Nick Van Ruiten en Andrzej Zarowsk in 2004 het biotech-bedrijf 3Win op, een Vlaams bedrijf dat zich toelegt op het ontwikkelen van actieve medische implantaten, met name zeer geavanceerde neurostimulatoren, voor de behandeling van de ziekte van Parkinson, dystonie (een neurologische bewegingsstoornis) en tremor. De oorspronkelijke bedoeling was om een implantaat voor het middenoor te ontwikkelen, een akoestische stimulatie met een gesofisticeerde elektronische aansturing. Maar een implantaat zoals 3Win het wilde ontwikkelen, was een volledig nieuw apparaat, wat voor de kleine start-up voor een aantal uitdagingen zorgde die moeilijk te overbruggen waren. 3Win’s platform bleek echter niet alleen geschikt voor hoorimplantaten, het was ook inzetbaar in alle andere vormen van neurostimulatie. Zo kwam 3Win uit bij Deep Brain Stimulation (DBS) of Diepe hersenstimulatie.

## Therapie met Synapse™

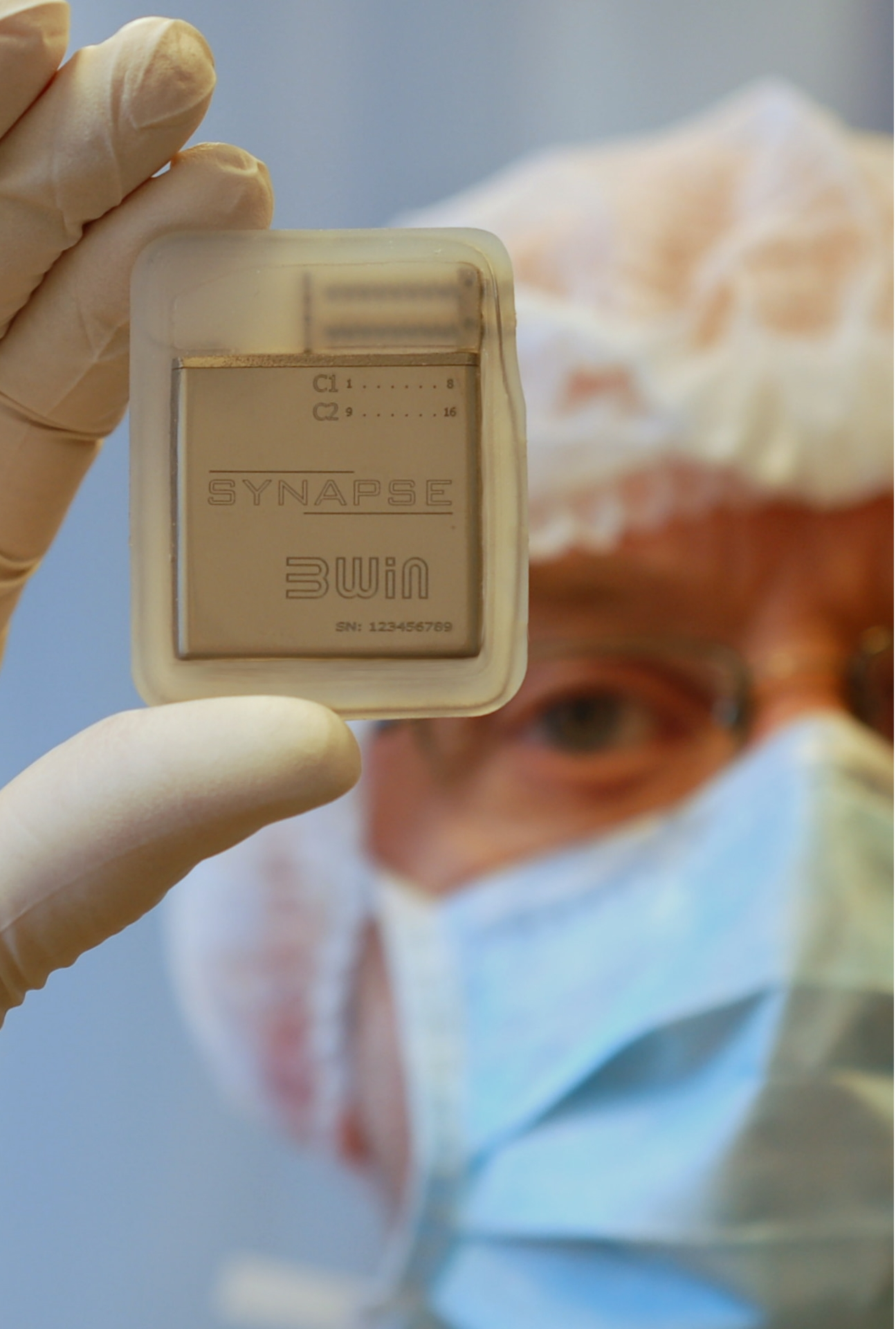
Synapse™ neurostimulator

De DBS-therapie is de afgelopen 15 jaar door het Amerikaans bedrijf Medtronic uitgewerkt samen met neurologen en neurochirurgen. Zij hebben de DBS-markt voor de ziekte van Parkinson ontwikkeld en blijven continu investeren in verder onderzoek.
Wereldwijd zijn al zo’n 50.000 patiënten geholpen met DBS-implantaten. Toch kan de DBS-technologie vervelende bijwerkingen hebben zoals hallucinaties, verlies van remmingen, apathie of compulsief gedrag omdat ook gezonde zenuwweefsels gestimuleerd kunnen worden. 3Win wil met zijn neurostimulator, Synapse™ genaamd, deze bijwerkingen bestrijden. Door een meer gerichte stimulatie, kan het de bijwerkingen terugdringen of zelfs wegnemen. Synapse™ laat immers toe om de elektrische prikkel te programmeren en te sturen zodat er een preciezere stimulatie kan plaatsvinden. 
3Win ontwikkelde de eerste geavanceerde neurostimulator (Deep Brain Stimulator), gebaseerd op spitstechnologie, om bewegingsstoornissen zoals Parkinson, dystonie en tremor te behandelen. Het is het meest geavanceerde neurostimulatieplatform dat momenteel in de industrie bestaat. In september 2011 werd na vijf jaar intensief onderzoek en ontwikkeling het eerst DBS-apparaat ingeplant bij een dystonie-patiënt in het UKE ziekenhuis (Universitätsklinik Eppendorf) in Hamburg. Met de ontwikkeling van deze neurostimulator Synapse™ creëerde 3Win een vooruitstrevend Europees alternatief op de markt van neurostimulatie. Bestaande DBS-systemen zijn afgeleid van pacemaker-technologie en daarmee minder precies. Het implantaat van 3Win daarentegen brengt heel precies de juiste elektrische lading op de juiste plaats. Het systeem laat toe om de software te programmeren en te upgraden, wat bij andere apparaten niet het geval is. De chip in het apparaat kan signalen opnemen en versterken en het zorgt ervoor dat de reactie van zenuwcellen op de stimulatie gemeten kan worden. Hierdoor krijgen artsen een venster op de behandeling en kunnen ze gericht bijsturen. De neurostimulator van 3Win is bovendien zo ontworpen dat de patiënt er slechts een minimale hinder van ondervindt. Het apparaat is zo klein dat het bijna onzichtbaar onder de huid kan worden geïmplanteerd.
Dr. Dirk De Ridder, neurochirurg van het UZA, werkt al tien jaar met hersenstimulatoren. In een interview met Gazet van Antwerpen van 17 november 2011 legt hij uit dat bestaande apparaten een bepaald hersencircuit lam leggen. Synapse™ doet dit niet. Bovendien kan Synapse™ complexe pulsen of stroomstoten geven. En dat laatste is volgens De Ridder heel belangrijk omdat je met hersenen moet praten in een taal die ze begrijpen. Met Synapse™ kun je bijvoorbeeld met behulp van chaotische stroomstoten de hersenen zo stimuleren dat ze niet kunnen wennen aan de stimulatie waardoor het effect langer zou blijven bestaan. Bestaande stimulatoren geven altijd dezelfde soort prikkel, waardoor het effect van die stimulatie op lange termijn vermindert of zelfs verdwijnt. 
Het Synapse apparaat van 3Win is op en top Vlaams. De chip liet toe om Synapse zo plat en klein te maken als hij nu is, waardoor alles eenvoudiger wordt. De plaatsing gebeurt door een incisie te maken in de borst en het implantaat erin te schuiven. Dit maakt eveneens de acceptatie voor de patiënt eenvoudiger. 

## Plaatsing
Er worden twee gaatjes in de schedel geboord. Hierin wordt een flexibele draad (dikte van een breinaald) diep in de hersenen geschoven tot op de plaats waar de problematische cellen zich bevinden. Het uiteinde van die draad is voorzien van 4 elektrodes op enkele millimeters van elkaar. Het ander uiteinde is via een verlengdraad onder de huid verbonden aan een stimulator die onderhuids is ingeplant, bijvoorbeeld op de borstkas ter hoogte van het sleutelbeen. Die stimulator stuurt elektrische impulsen naar de elektrodes in de hersenstam, waardoor hersenweefsel onder spanning wordt gezet. Diepe hersenstimulatie neutraliseert de ongewenste elektrische patronen en zorgt ervoor dat de symptomen die gepaard gaan met de ziekte van Parkinson afnemen en de patiënten weer mobieler worden.

## Publicaties
Peeters heeft 19 publicaties op zijn naam staan:
- High resolution micro-CT scanning as an innovative tool for evaluation of the surgical positioning of cochlear implant electrodes. A Postnov; A Zarowski; N De Clerck; F Vanpoucke; F E Offeciers; D Van Dyck; S Peeters, Acta Otolaryngol. 126, 467 (2006)
- The facial nerve canal: an important cochlear conduction path revealed by Clarion electrical field imaging. Filiep Vanpoucke; Andrzej Zarowski; Jan Casselman; Johan Frijns; Stefaan Peeters Otol. Neurotol. 25, 282 (2004)
- Overview of safety imaging methods for newly designed cochlear implant electrodes. Deman PR, Dirckx JJ, Peeters SA, Zarowski AJ, Offeciers FE, Cochlear Implants International [2004, 5(2):58-70]
- The facial nerve canal: an important cochlear conduction path revealed by Clarion electrical field imaging,  J Casselman, J Frijns, S Peeters; Otology & Neurotology, May 2004 - Volume 25 - Issue 3 - pp 282-289
- Speech recognition with a cochlear implant using triphasic charge-balanced pulses. Bonnet RM, Frijns JH, Peeters S, Briaire JJ; Acta Oto-laryngologica [2004, 124(4):371-5]
- Of the impedance model of an implanted cochlear prosthesis from intracochlear potential measurements. Vanpoucke FJ, Zarowski AJ, Peeters SA; IEEE Transactions on Bio-medical Engineering [2004, 51(12):2174-83]
- Design, construction and mechanical optimisation process of electrode with radial current flow in the scala tympani. P R Deman; T M Kaiser; J J Dirckx; F E Offeciers; S A Peeters; J. Neurosci. Methods 128, 143 (2003)
- A multi-channel simultaneous data acquisition and waveform generator system designed for medical applications. Frijns JH, van Wijngaarden A, Peeters S; Journal of Medical Engineering & Technology [1994, 18(2):54-60]
- Growth factors in tympanic membrane perforations. T Somers; G Goovaerts; L Schelfhout; S Peeters; P J Govaerts; E Offeciers; Am J Otol 19, 428 (1998)
- New developments in cochlear implants. S Peeters; L Van Immerseel; A Zarowski; V Houben; P Govaerts; E Offeciers; Acta Otorhinolaryngol Belg 52, 115 (1998)
- The LAURA Pediatric Cochlear Implant Program in Antwerp: what have we learnt in 5 years? F E Offeciers; P Govaerts; K Daemers; C De Beukelaer; V Standaert; A Zarowski; T Somers; S Peeters; Acta Otorhinolaryngol Belg 52, 105 (1998)
- The Laura cochlear implant programmed with the continuous interleaved and phase-locked continuous interleaved strategies. S Peeters; F E Offeciers; P Joris; L Moeneclaey; Adv. Otorhinolaryngol. 48, 261 (1993)
- A digital speech processor and various speech encoding strategies for cochlear implants. S Peeters; E Offeciers; J Kinsbergen; M van Durme; P van Enis; P Dijkmans; I Bouchataoui; Prog. Brain Res. 97, 283 (1993)
- Lack of ciprofloxacin ototoxicity after repeated ototopical application. J Claes; P J Govaerts; P H Van de Heyning; S Peeters; Antimicrob. Agents Chemother. 35, 1014 (1991)
- Cochlear implants: the Laura prosthesis. S Peeters; J Marquet; F E Offeciers; W Bosiers; J Kinsbergen; M Van Durme; J Med Eng Technol 13, 76 (1989)
- Acoustic simulation experiments with preprocessed speech for an 8-channel cochlear implant. J Marquet; M Van Durme; J Lammens; R Collier; S Peeters; W Bosiers; Audiology 25, 353 (1986)
- The UIA-KUL cochlear implant. Goals and status praesens. F E Offeciers; S Peeters; J F Marquet; W Sansen; Acta Otorhinolaryngol Belg 39, 749 (1985)
- Information transmission with an eight channel bipolar cochlear implant. Acoustic simulation experiments. M van Durme; W Bosiers; S Peeters; J Marquet; Acta Otorhinolaryngol Belg 39, 691 (1985)
- Distortion products f1 + fh and 2f1 + fh in the inner ear. S Peeters; W Sansen; G Forrez; Hear. Res. 2, 369 (1980)